# 根川村
根川村（ねかわむら）は、かつて愛知県西加茂郡にあった村。
現在の豊田市の一部（金谷町・下林町・下市場町・長興寺・今町・山之手など）に該当する。

## 歴史
- 1874年（明治7年） - 山室村が西山室村に改称する。
- 1889年（明治22年）10月1日 - 金谷村、下林村、下市場村、長興寺村、今村、西山室村が合併し、根川村が発足。
- 1906年（明治39年）7月1日 - 挙母町、梅坪村、宮口村、逢妻村と合併し、挙母町が発足。同日根川村は廃止。

## 教育
- 下林尋常小学校（現・豊田市立根川小学校）